# Neopitagorismo
Il neopitagorismo fu una ripresa della filosofia di Pitagora e delle dottrine elaborate dalla sua scuola, che si ebbe a partire dall'epoca ellenistico-romana, e fu connotata da una forte impronta misterica e   religiosa.

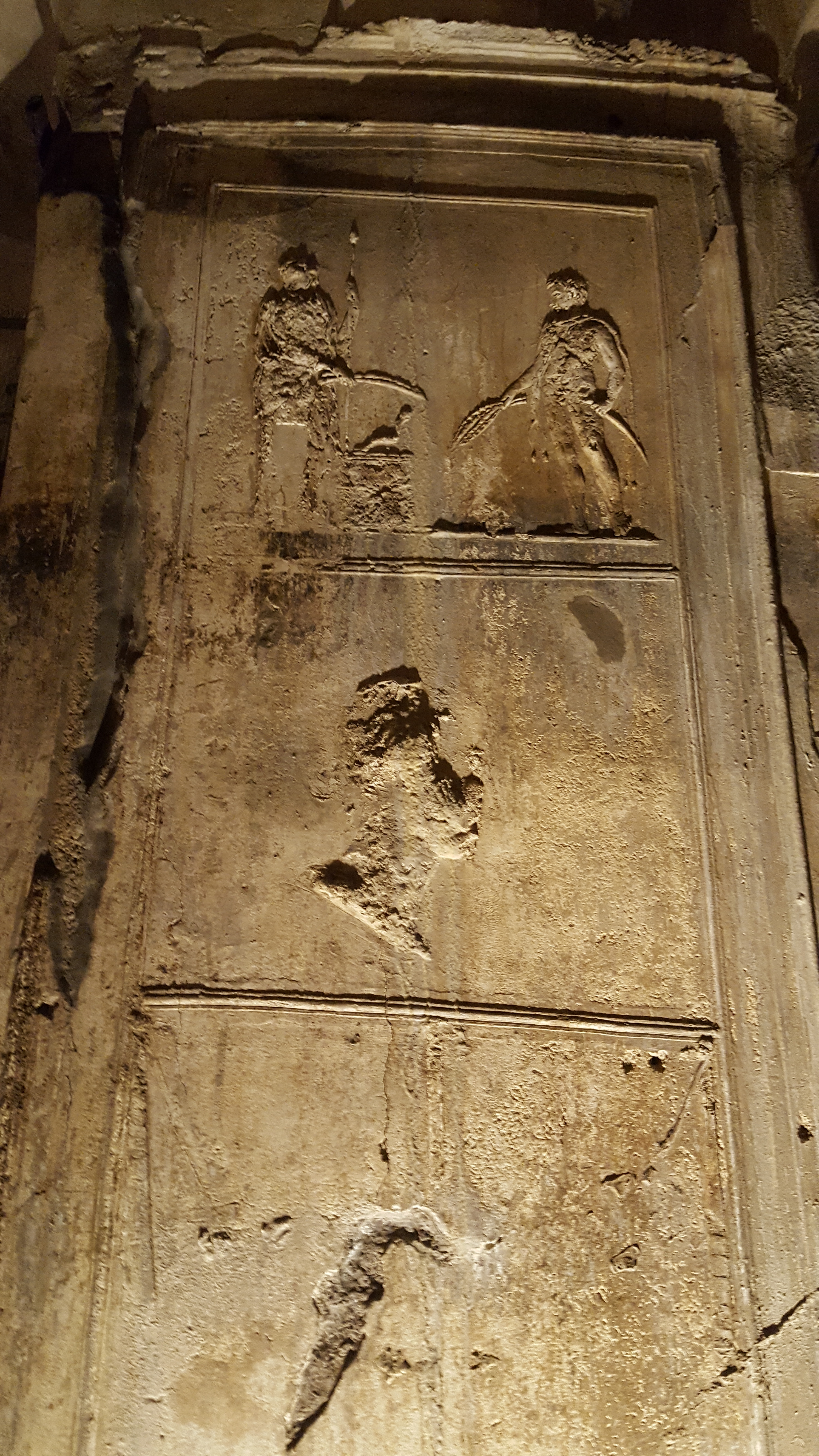
Stucchi raffiguranti cerimonie rituali nella Basilica sotterranea di Porta Maggiore, sede di misteri pitagorici dell'età romana (I sec.)

L'area di diffusione del movimento neopitagorico non è più la Grecia bensì il territorio italico della Magna Grecia, soprattutto Napoli, sebbene esso sia fiorito anche ad Alessandria d'Egitto. Le prime manifestazioni di questa nuova corrente filosofica si avvertirono nel III secolo a.C. e presero lo spunto da alcune sentenze attribuite a Pitagora nonché dagli scritti di pitagorici antichi come Archita di Taranto, Timeo di Locri e Ocello Lucano, congiunti a dottrine platoniche, aristoteliche e stoiche.
Figure importanti del neopitagorismo furono Publio Nigidio Figulo (I secolo a.C.), Apollonio di Tiana (I secolo d.C.), ritenuto l'esponente principale, Nicomaco di Gerasa (prima metà del II secolo), Numenio di Apamea (II-III secolo), e Moderato di Cadice, vissuto nel I secolo ma che con le sue Lezioni pitagoriche già inclinerà il pensiero filosofico verso il neoplatonismo: all'inizio del III secolo, infatti, con Filostrato il neopitagorismo confluirà in quest'ultimo.
Per la sua diffusione nell'ambiente romano, tra i suoi cultori vi fu anche il poeta Virgilio (I secolo d.C.), il cui influsso sotterraneo si sarebbe esteso fino a Dante.

## Neopitagorismo ellenistico-romano
Dopo che l'originale dottrina pitagorica proveniente dalle scuole del VI e V secolo a.C. (attive in Crotone e poi in Atene, Cirene, Tebe, Eraclea, Metaponto, Taranto e in altre città del mondo antico) si era andata esaurendo, nel tardo ellenismo ed ancor più in ambiente romano si svilupparono nuove dottrine e movimenti filosofico-religiosi di tipo settario, non integrati nella cultura ufficiale dello Stato, tra cui lo gnosticismo, l'ermetismo, il neoplatonismo, e appunto il neopitagorismo.

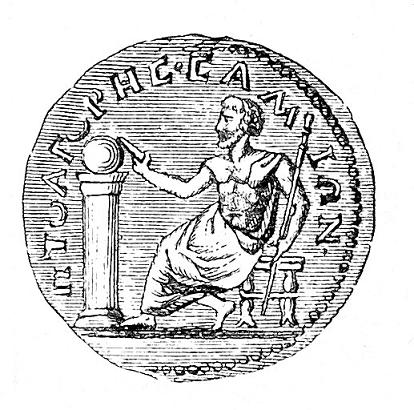
Pitagora su una moneta romana dell'epoca dell'imperatore Decio.

Le caratteristiche comuni di queste correnti sono la soteriologia e l'eclettismo, da cui deriva in apparenza una scarsa sistematicità,  una tendenza alla reinterpretazione di dottrine e filosofie molto differenti fra loro in un'ottica sicretica ed anagogica, e attribuzioni talora forzate di insegnamenti, sentenze, miracoli, epifanie, guarigioni ecc. ai propri maestri. I filosofi appartenenti a tali scuole-sette restano portatori di un sapere di tipo iniziatico, riservato cioè a pochi adepti, che spesso si traduce in potere o magia.
A queste tendenze appartiene il movimento neo-pitagorico, che si sviluppò nell'ambiente mediterraneo essenzialmente fra il I secolo a.C. e III secolo d.C., riflettendo in parte le mode e i movimenti culturali dell'epoca ellenistica e tardo imperiale romana. 
Gran parte degli insegnamenti di Pitagora, trasmessi in maniera esclusivamente orale attraverso cerchie esoteriche, ci sono noti solo grazie agli autori posteriori a lui, che in genere erano semplici acusmatici non ammessi alla conoscenza delle dottrine più segrete.
Costoro accentuarono l'aspetto pratico, morale e religioso della dottrina pitagorica, retaggio delle sue origini orfico-misteriche, rispetto a quello matematico e scientifico.
Come risulta da tali testimonianze, già in Nigidio Figulo, primo esponente del I secolo a.C., astrologo, mago ed esoterista secondo l'uso del tempo, conosciuto anche da Cicerone, emergerebbero le differenze fra l'antico e il nuovo pitagorismo. Esse consistono in un'accentuazione dei caratteri mistici e religiosi, e ad esempio in una divinizzazione dell'uomo Pitagora, definito «mago» per le sue esperienze sacerdotali egizie, caldee, babilonesi, cabalistiche. 

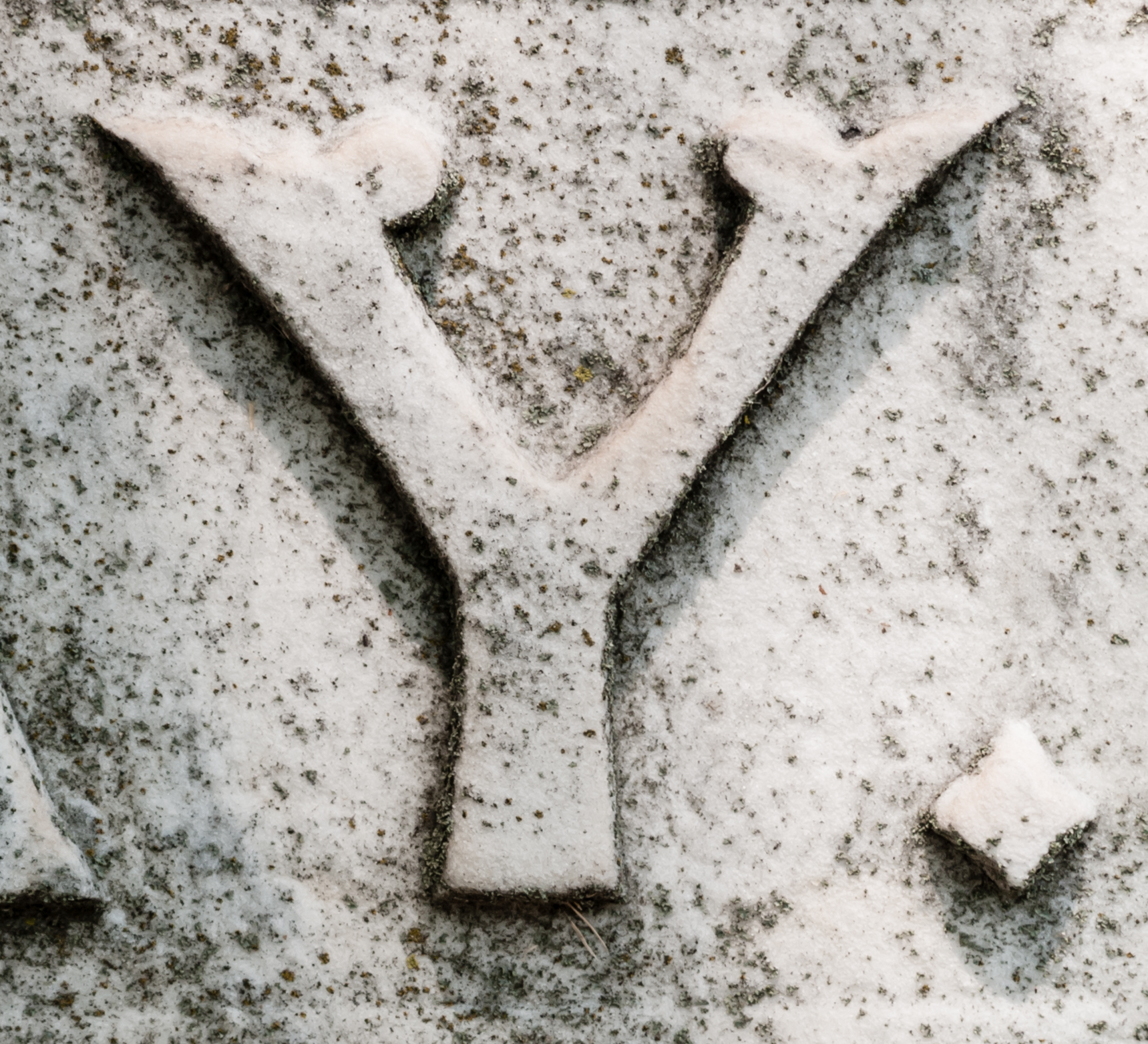
La Y, simbolo ricorrente nella tradizione pitagorica, che simboleggiava il dualismo tra bene e male, originato però da un'unica realtà.

Altri nomi tra i più noti del neopitagorismo, non sempre ben raccolti nelle collezioni di frammenti, furono poi specialmente Apollonio di Tiana, Anassilao di Larissa, Nicomaco di Gerasa, Plutarco di Cheronea, Numenio di Apamea (II-III secolo d.C.), e, proprio in virtù delle sue profonde radici misteriche, anche Ermete Trismegisto.

### Aspetti dottrinali
Tra le concezioni diffuse tra i neopitagorici che lo distinguono da quello originario vi era inoltre un radicale dualismo, la fede in un ordine matematico del mondo, la presenza di spiriti mediatori, la possibilità di ricevere le leggi divine anche per rivelazione, e non solo per ricerca e apprendimento della loro emanazione attraverso lo strumento del numero.
Tendendo a conciliare la filosofia greca coi culti orientali, i neopitagorici specularono in particolare sull'aritmogeometria, fino a giungere ad una vera e propria aritmosofia, considerata sapienza di ordine superiore ricavata da un'analisi metafisica dei primi numeri interi (Uno=Unità=Monade, Due=Duplicità=Diade, Tre=Triplicità=Triade): nelle entità matematiche risiedono le verità ultime dell'universo.
Sotto il profilo etico le dottrine neopitagoriche sono fortemente orientate al misticismo, enfatizzando temi della metempsicosi dell'anima come conseguenza di una colpa. L'ascesi e la magia teurgica sono necessarie per raggiungere la purificazione dello spirito capace di sottrarre l'anima al ciclo naturale di reincarnazioni.
Tale rimase il carattere del neopitagorismo sino a quando (alla fine del III secolo d.C.) confluì, successivamente a Plotino, nel neoplatonismo, conservandone i caratteri descritti che lo rendevano più vicino ai culti misterici che all'antica tradizione di religiosità scientifica propria delle scuole pitagoriche del V secolo a.C., ad esempio quelle di Filolao e Archita.
Importante l'apporto, per la conoscenza generica del tempo, della scuola neoplatonica di Giamblico, che raccolse i Versi aurei di Pitagora.

### Testimonianze
Preziose testimonianze sull'antica Scuola pitagorica provengono, tra l'altro, da un neopitagorico datato tra il I e II secolo, Aezio, i cui frammenti sono contenuti nelle raccolte del Diels e dello Zeller.
Essi informano di rapporti fra Talete e Pitagora con i suoi allievi, e come la sapienza iniziatica appresa da Talete presso l'antica scienza d'Egitto e di Babilonia, comprendente astrologia, matematica e geometria, avesse contribuito a conservare ben visibile il carattere "presocratico", ovvero naturalistico e scientifico, della Scuola pitagorica stessa.

## Neopitagorismo medievale e moderno
Influssi del neopitagorismo mescolati al neoplatonismo si protrassero durante l'età medievale presso la sapienza giudaico-cristiana dei Sabei, gli arabi Jabir ibn Hayyan (alias Geber, intorno al 780) e al Kindi (796-873), i Fratelli della Purezza (intorno al 963), Ibn al Sid (morto nel 1227), Shams al Din al Shahrazuri (fine XIII secolo).
Grazie alla mediazione degli arabi, il neopitagorismo fu riassorbito in Europa diventando una delle due branche della numerologia occidentale, accanto all'altra costituita dalla cabala. Riferimenti ai misteri pitagorici si ritrovano così soprattutto nella geometria sacra adottata dai Templari.

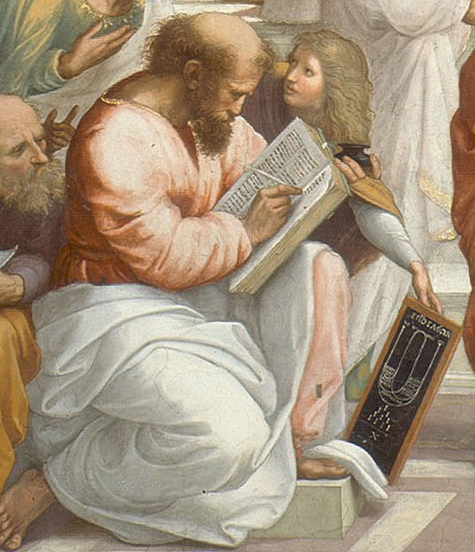
Pitagora ritratto da Raffaello nella Scuola di Atene ai Musei Vaticani (1510)

L'entusiasmo del mondo latino medievale per la possibilità offerta dalla numerologia pitagorica, mediata dal Timeo platonico, di scoprire le armonie e le essenze nascoste della realtà ispirarono anche Michele Psello, gli esponenti della scuola di Chartres come Teodorico di Chartres e Guglielmo di Conches (istruiti dal De arithmetica di Boezio), e Fibonacci.
Dante Alighieri, che accenna spesso alla cosmologia di Pitagora e alla sua dottrina del numero, lo considerava il capostipite non solo della filosofia italica, per aver fondato a Crotone la sua scuola, ma anche dell'intera tradizione politico-religiosa romana, in quanto maestro, secondo testimonianze di autori latini, dell'antico re di Roma Numa Pompilio.
[...] Questo Pittagora, domandato se egli si riputava sapiente, negò a sé questo vocabulo, e disse sé essere non sapiente, ma amatore di sapienza. E quinci nacque poi, ciascuno studioso in sapienza che fosse amatore di sapienza chiamato, cioè filosofo.»
(Dante, Convivio III, XI, 3-5)
Leonardo da Vinci testimonia dell'esistenza, durante il Rinascimento, di «pitagorici» (definiti tali, non "neopitagorici") nella novella Bella risposta di un pitagorico.
Già Marsilio Ficino annoverava peraltro Pitagora tra i cultori di una prisca theologia («teologia primordiale») che includeva anche Filolao oltre ai platonici: «[Ermete Trismegisto] è detto il primo degli autori di teologia; gli successe Orfeo, secondo fra i teologi dell'antichità: Aglaofemo ch'era stato iniziato all'insegnamento sacro di Orfeo, ebbe come successore in teologia Pitagora, di cui fu discepolo Filolao, il maestro del nostro divino Platone. Vi è quindi una prisca theologia [...] che ha la sua origine in Mercurio e culmina nel divino Platone».
Richiami alle terminologie pitagoriche si ritrovano nell'età moderna in Johannes Reuchlin (detto Pythagorus redivivus, autore del De arte cabalistica, 1517), Giovanni Keplero (Harmonices Mundi del 1619), Thomas Tryon (1691), Gottfried Leibniz (Monadologia del 1714), Fabre d'Olivet (autore dei Versetti d'oro di Pitagora, 1813), Édouard Schuré (I grandi iniziati, 1889), oltre che nella massoneria.
In Italia una reviviscenza dei misteri pitagorici si ebbe ad opera della «Schola Italica» fondata da Amedeo Rocco Armentano, la cui dottrina sapienziale intedeva reggersi metaforicamente su due colonne, l'una simboleggiata appunto da Pitagora, l'altra da Ermete Trismegisto, come nell'immagine delle colonne della sapienza originaria descritte da Giamblico nei suoi Misteri egizi, e nel manoscritto Cooke del 1420.
Discepolo di Armentano fu il matematico Arturo Reghini, che portò avanti il progetto di rinvigorire le radici pitagoriche della tradizione italica romana, fondando negli anni venti insieme a Julius Evola e Giulio Parise il Gruppo di Ur, sodalizio esoterico in cui confluirono altri pitagorici di varia estrazione.